# Polykarp Friedrich von Leyser (Mediziner)

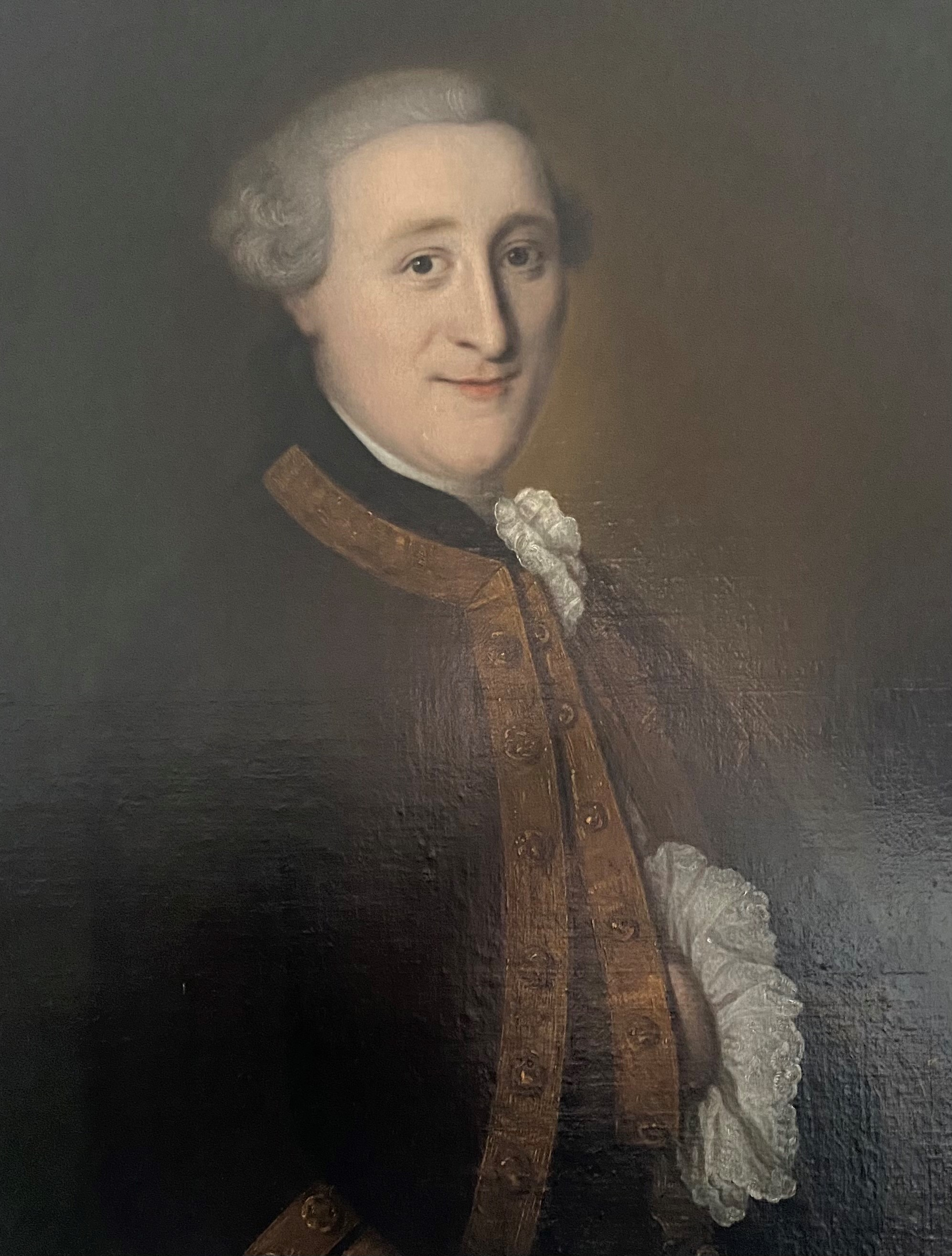
Polycarpus Friedrich von Leyser

Polycarpus Friedrich von Leyser (* 1. Juli 1724 in Magdeburg; † 21. April 1795 in Celle) war der Sohn von Polykarp Friedrich von Leyser (1690–1767), preußischer Kriegs- und Domänenrat, und Christiane Dreyssig. Er ist der Enkel von Friedrich Wilhelm Leyser.
Seine Dissertatio Inauguralis Medica De Vitiis Motuum In Morbis (gedruckt 1748 in Halae Magdeburgicae bei Johann Christian Grunert) verteidigte er vor Johann Juncker.
Er war von 1759 bis zu seinem Tode 1795 Leibmedicus am Königshof von Hannover und in dieser Funktion auch Leibarzt von Caroline Mathilde von Großbritannien, Irland und Hannover. Er war damit der Nachfolger des berühmtesten Leibarztes seiner Zeit, Johann Friedrich Struensee (1737–1772), und ein Kollege von Paul Gottlieb Werlhof.